# Kiffer
« Kiff » et « Kiffer » redirigent ici. Pour les autres significations, voir Kiff (homonymie) et Kiffer (homonymie).

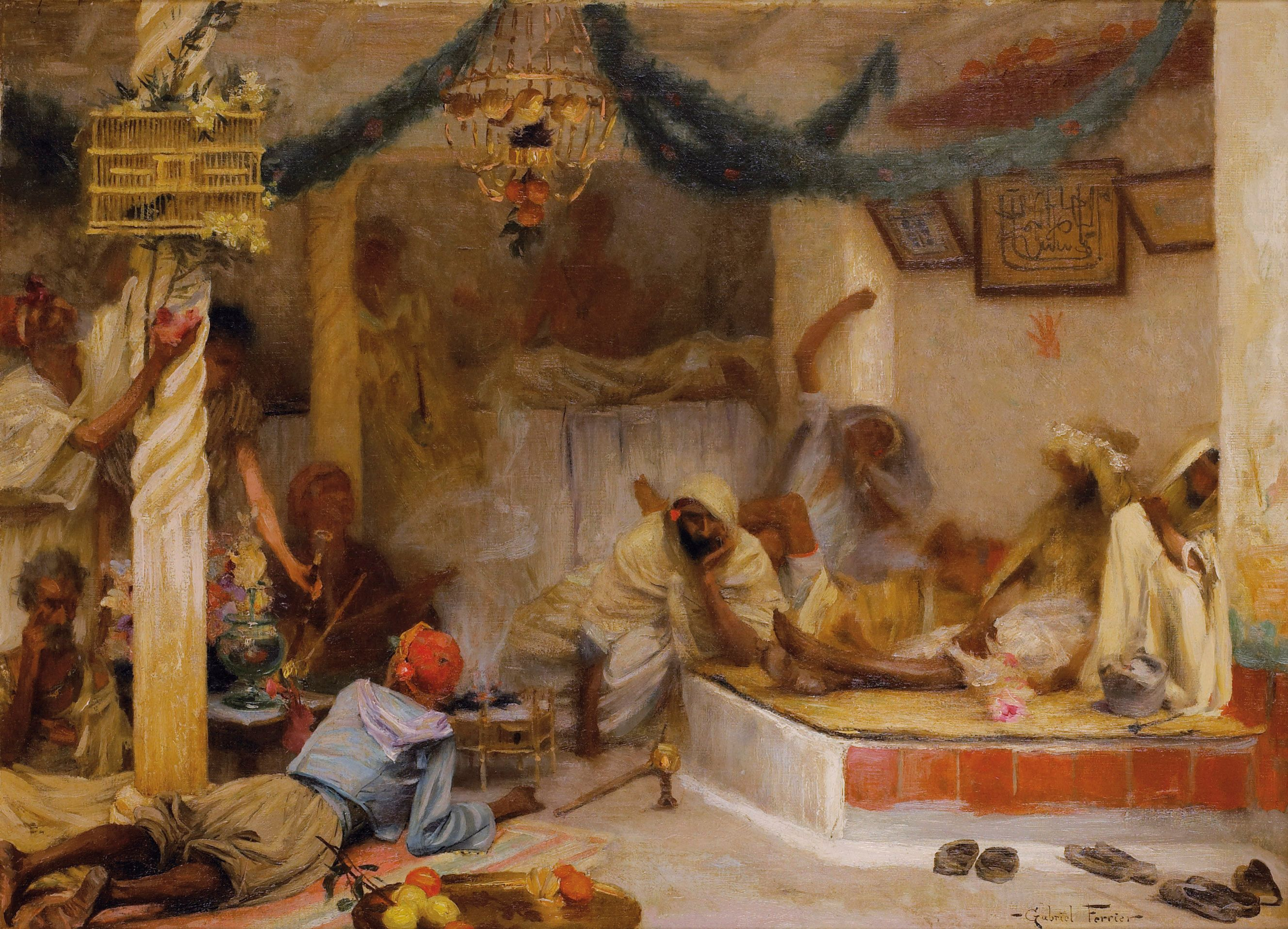
Gabriel Ferrier - Les fumeurs de kiff, 1887

Kiffer, dérivé du mot kif, est une expression familière dans la langue française qui initialement désignait du haschich. Le sens a évolué et dans son acception actuelle, kiffer signifie simplement prendre beaucoup de plaisir, aimer, être fou de quelque chose ou de quelqu'un. Un kif ou kiff est alors une passion, un hobby, un plaisir particulier et personnel, ou simplement un moment de bonheur.

## Origine et popularisation
Le mot kif est un mot issu de la langue arabe (كَيفْ) signifiant plaisir et amusement. Ce mot existe en forme verbale aussi ("كَيّف"), signifiant "passer un bon moment", "faire plaisir", "s'amuser." En arabe, le mot a un lien aussi avec le cannabis ou haschisch (حشيشة الكيف), d'où le verbe allemand kiffen qui signifie « fumer du haschisch ». En égyptien, le mot كيف "keif" , interchangeable avec مزاج "mazāg" est souvent utilisé comme synonyme de plaisir. En France, ce mot est d'abord apparu dans la « langue des cités », employé par les jeunes générations issues de l'immigration maghrébine, puis est devenu de plus en plus couramment employé par les adolescents et jeunes adultes. Si le reste de la population l’emploie plus rarement, il est du moins compris par la plus grande majorité des Français, et a fait son entrée dans les dictionnaires, dans le sens plaisir, amour (« je te kiffe »), appréciation, contentement...

## Dans le monde culturel
Les œuvres culturelles, tant littéraires que cinématographiques, se font l’écho de ce fait générationnel. Des artistes issus des banlieues l'ont popularisé, tels Jamel Debbouze ou encore Diam's avec le refrain de son premier succès, Dj.
Cette expression a également été utilisée aux États-Unis : le livre Kiffe kiffe demain de Faïza Guène, où là, Kiffe Kiffe est une autre expression à ne pas confondre avec Kif et qui veut dire que quelque chose est similaire, est le même, a par exemple fait l’objet d’une critique de l'écrivaine Lucinda Rosenfeld dans le New York Times où elle définit le verbe « kiffer » : « Selon le glossaire, le verbe français "kiffer" signifie plus ou moins "être absolument fou de quelque chose". ».
En octobre 2008, les services culturels de l'Ambassade de France aux États-Unis en partenariat avec le magazine TRACE ont organisé à New York un festival nommé I Kiffe NY–French Urban Cultures sur le thème des cultures urbaines.